# Morge (Allier)
Die Morge ist ein Fluss in Frankreich, der im Département Puy-de-Dôme in der Region Auvergne-Rhône-Alpes verläuft. Sie entspringt in der Nordwest-Ecke des Regionalen Naturparks Volcans d’Auvergne, im Gemeindegebiet von Manzat. Die Morge entwässert anfangs in nordwestlicher Richtung dreht dann auf Nordost, später auf Südost und mündet nach rund 68 Kilometern beim Ort Vialle, im Gemeindegebiet von Luzillat, als linker Nebenfluss in den Allier.

## Orte am Fluss
- Charbonnières-les-Vieilles
- Saint-Myon
- Aubiat
- Le Cheix-sur-Morge
- Varennes-sur-Morge
- Martres-sur-Morge
- Maringues